# Mycaranthes
Mycaranthes es un género de plantas perteneciente a la familia de las orquídeas. En el pasado se consideraba sinónimo del género Eria, pero actualmente ha pasado a ser un nombre aceptado.

## Distribución
Se distribuye desde las montañas orientales de la India en el Himalaya, a través de Nepal, Bután, toda la Indochina y Malasia peninsular, así como todas las islas del sudeste de Asia, desde el nivel del mar hasta una altitud de 2.400, pero con mayor frecuencia en zonas bajas, humedales de altitud, pantanos, bosques de bajos, e incluso en algunas zonas rocosas.

## Taxonomía
El género fue descrito por Carl Ludwig Blume y publicado en Bijdragen tot de flora van Nederlandsch Indië 7: 352. 1825.

## Especies
1. Mycaranthes anceps (Leav.) Cootes & W.Suarez, Austral. Orchid Rev. 73(3): 23 (2008)
2. Mycaranthes candoonensis (Ames) Cootes & W.Suarez, Austral. Orchid Rev. 73(3): 23 (2008)
3. Mycaranthes citrina (Ridl.) Rauschert, Feddes Repert. 94: 455 (1983)
4. Mycaranthes clemensiae (Leav.) Cootes & W.Suarez, Austral. Orchid Rev. 73(3): 23 (2008)
5. Mycaranthes davaensis (Ames) Cootes & W.Suarez, Austral. Orchid Rev. 73(3): 23 (2008)
6. Mycaranthes depauperata J.J.Wood, Malesian Orchid J. 1: 144 (2008)
7. Mycaranthes farinosa (Ames & C.Schweinf.) J.J.Wood, Orchids Mount Kinabalu 2: 412 (2011)
8. Mycaranthes floribunda (D.Don) S.C.Chen & J.J.Wood, in Fl. China 25: 348 (2009)
9. Mycaranthes forbesiana (Kraenzl.) Rauschert, Feddes Repert. 94: 455 (1983)
10. Mycaranthes gigantea (Ames) Cootes & W.Suarez, Austral. Orchid Rev. 73(3): 23 (2008)
11. Mycaranthes hawkesii (A.H.Heller) Rauschert, Feddes Repert. 94: 455 (1983)
12. Mycaranthes lamellata (Ames) Cootes & W.Suarez, Austral. Orchid Rev. 73(3): 23 (2008)
13. Mycaranthes latifolia Blume, Bijdr.: 352 (1825)
14. Mycaranthes leonardoi Ferreras & W.Suarez, Austral. Orchid Rev. 74(6): 36 (2009)
15. Mycaranthes leucotricha (Schltr.) Rauschert, Feddes Repert. 94: 456 (1983)
16. Mycaranthes lobata Blume, Bijdr.: 352 (1825)
17. Mycaranthes longibracteata (Leav.) Cootes & W.Suarez, Austral. Orchid Rev. 73(3): 23 (2008)
18. Mycaranthes magnicallosa (Ames & C.Schweinf.) J.J.Wood, Orchids Mount Kinabalu 2: 414 (2011)
19. Mycaranthes major (Ridl. ex Stapf) J.J.Wood, Orchids Mount Kinabalu 2: 414 (2011)
20. Mycaranthes melaleuca (Ridl.) J.J.Wood, Malesian Orchid J. 8: 37 (2011)
21. Mycaranthes meliganensis J.J.Wood, Malesian Orchid J. 8: 20 (2011)
22. Mycaranthes merguensis (Lindl.) Rauschert, Feddes Repert. 94: 456 (1983)
23. Mycaranthes mindanaensis (Ames) Cootes & W.Suarez, Austral. Orchid Rev. 73(3): 23 (2008)
24. Mycaranthes monostachya (Lindl.) Rauschert, Feddes Repert. 94: 456 (1983)
25. Mycaranthes nieuwenhuisii (J.J.Sm.) Rauschert, Feddes Repert. 94: 456 (1983)
26. Mycaranthes obliqua Lindl., Edwards's Bot. Reg. 26(Misc.): 77 (1840)
27. Mycaranthes oblitterata Blume, Bijdr.: 353 (1825)
28. Mycaranthes padangensis (Schltr.) Brieger, Schlechter Orchideen 1(11-12): 662 (1981)
29. Mycaranthes pannea (Lindl.) S.C.Chen & J.J.Wood, in Fl. China 25: 348 (2009)
30. Mycaranthes rhinoceros (Ridl.) Rauschert, Feddes Repert. 94: 456 (1983)
31. Mycaranthes schistoloba (Schltr.) Rauschert, Feddes Repert. 94: 456 (1983)
32. Mycaranthes sonkaris (Rchb.f.) Rauschert, Feddes Repert. 94: 456 (1983)
33. Mycaranthes stenophylla (Schltr.) Rauschert, Feddes Repert. 94: 456 (1983)
34. Mycaranthes tjadasmalangensis (J.J.Sm.) Rauschert, Feddes Repert. 94: 456 (1983)
35. Mycaranthes tricuspidata (Rolfe) Rauschert, Feddes Repert. 94: 456 (1983)
36. Mycaranthes vanoverberghii (Ames) Cootes, D.P.Banks & W.Suarez, Austral. Orchid Rev. 73(3): 23 (2008)